# ريتشارد ماركس
ريتشارد نويل ماركس (بالإنجليزية: Richard Marx)‏ (ولد في 16 سبتمبر 1963 في شيكاغو، إلينوي ) مغني بوب روك، شاعر وملحن، موسيقي، منتج موسيقى، له سلسلة من الاغاني الناجحة للغاية في أواخر عقد 1980و عقد 1990، بما في ذلك "Endless Summer Nights" و "Right Here Waiting" و"Now andForever", و "Hazard". على الرغم من أن معظم الأغاني الرئيسية له كانت بطيئة مثل هذه القصص ، والعديد من أغانيه كانت موسيقى الروك الكلاسيكية ، مثل "Don't Mean Nothing," و "Should've Known Better," و "Satisfied" ، و "Too Late To Say Goodbye". ماركس وضع نفسه في سجل الكتب من جانب كونها أول فنان منفرد لأول سبعة أغاني الفردية.

## روابط خارجية
- ريتشارد ماركس على موقع IMDb (الإنجليزية)
- ريتشارد ماركس على موقع ألو سيني (الفرنسية)
- ريتشارد ماركس على موقع ميوزك برينز (الإنجليزية)
- ريتشارد ماركس على موقع أول موفي (الإنجليزية)
- ريتشارد ماركس على موقع قاعدة بيانات الأفلام السويدية (السويدية)
- ريتشارد ماركس على موقع إن إن دي بي (الإنجليزية)
- ريتشارد ماركس على موقع أول ميوزيك (الإنجليزية)
- ريتشارد ماركس على موقع ديسكوغز (الإنجليزية)
- ريتشارد ماركس على موقع قاعدة بيانات الفيلم (الإنجليزية)
- ريتشارد ماركس على موقع كينوبويسك (الروسية)